# 真老大房
真老大房正式名稱為上海市泰康食品有限公司真老大房食品分公司，隶属于新世界集团，是中華人民共和國上海市一家食品公司，為中華老字號企業，總部位於南京路步行街。主營產品有鮮肉月餅。

## 歷史
真老大房創始人陳奎富最初是位於上海老城廂的一家名為「陳大房」的糕糰店的幫工，清朝咸豐十年（1851年，一說是光緒二十五年，1899年），陳奎富辭職創立老大房，店鋪最先位於南市董家渡附近。1921年，老大房在南京路步行街開設新店，取名「協記老大房」，並邀請書法家唐駝為開張的新店書寫「協記老大房」招牌。1932年，協記老大房在靜安寺地區開設西區老大房。20世紀30年代，上海有48家商店均自稱「老大房」，引發各家店鋪曠日持久的紛爭。上海市商務局成立專人小組調查，確認協記老大房是最早冠名老大房的商店。1937年初，協記老大房以真老大房的名義向政府部門註冊。1956年1月，真老大房公私合營，另外三家門店西区老大房、南区老大房和东区老大房也各自獨立，不再屬於真老大房管轄。文化大革命期間，真老大房更名為群眾食品店，1968年，真老大房在造反派壓力下，關閉自己的生產工場。1978年，恢復真老大房舊名以及生產工場。